# Giovanni da Imola
Giovanni Nicoletti, detto Giovanni da Imola e latinizzato come Johannes de Imola (Imola, 1372 circa – Bologna, 18 febbraio 1436), è stato un giurista italiano del XV secolo.
Fu un forte difensore dell'equo processo.

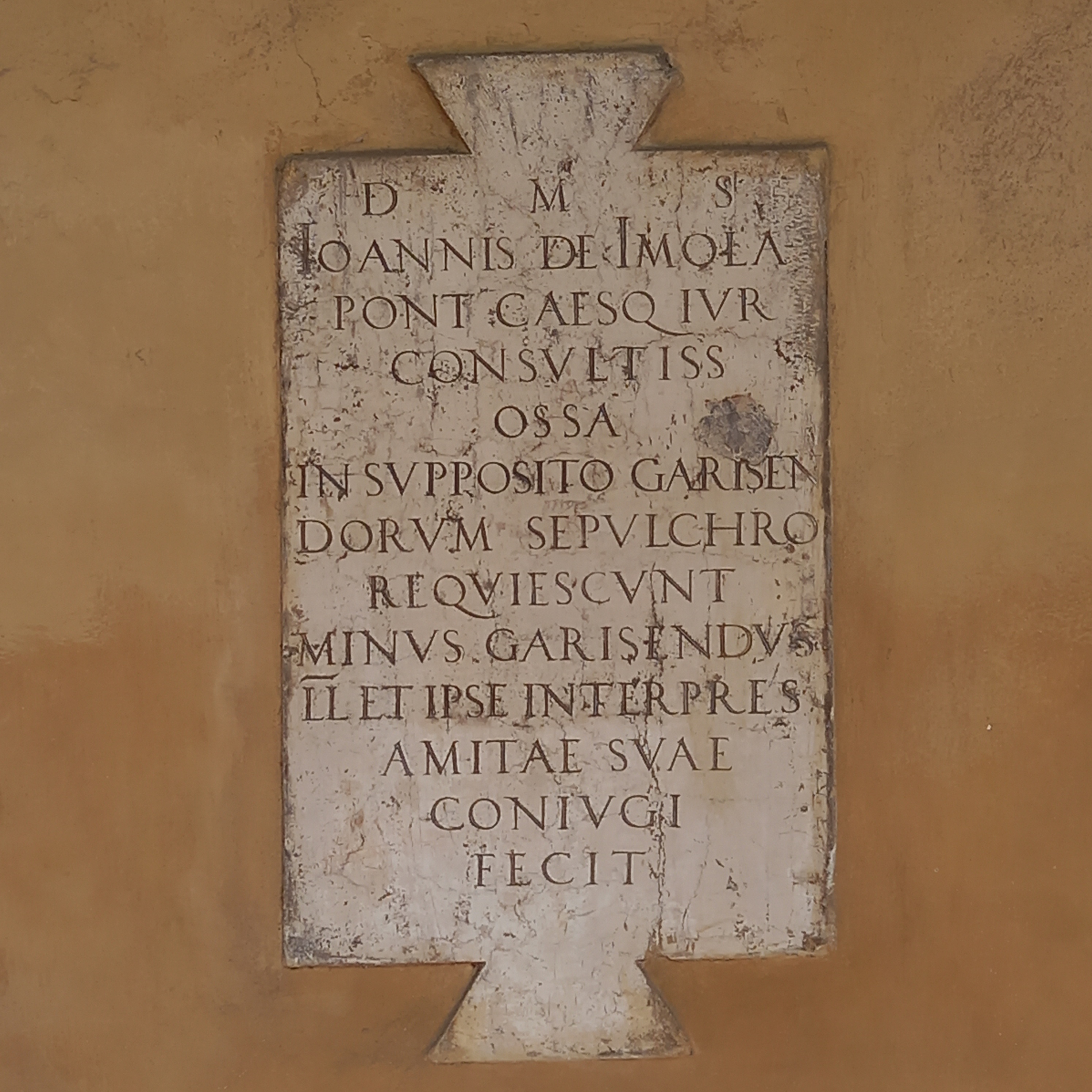
La tomba di Giovanni da Imola nel chiostro della basilica di San Domenico

## Biografia

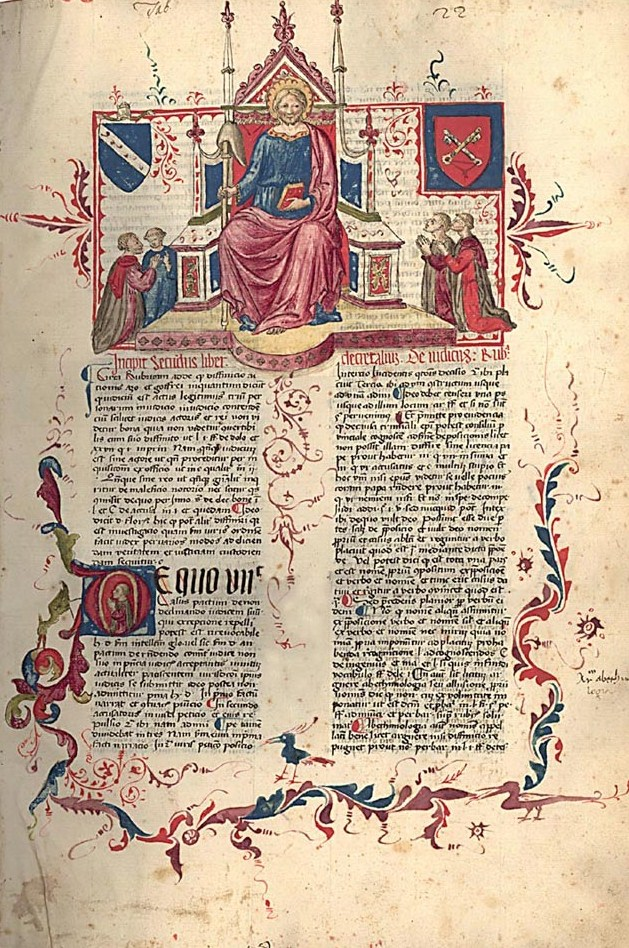
Pagina dal commento al libro II delle Decretali di Giovanni da Imola, contemporaneo alla fine della sua vita, proprietà della Collezione Schøyen

Fu studente di Baldo degli Ubaldi, Francesco Ramponi e Giovanni da Legnano. Insegnò a Pavia, Siena e Bologna e fu uno dei maggiori commentatori delle Decretali di Gregorio IX.
Nello scisma d'occidente, sostenne la forma di conciliarismo che riteneva che la corretta risoluzione dello scisma sarebbe stata per papa Gregorio XII convocare un concilio ecumenico.
Morì nel 1436 e fu sepolto nella basilica di San Domenico a Bologna, nell'arca della famiglia Garisendi, cui era legato.